# 1968年スペイングランプリ
1968年スペイングランプリ (1968 Spanish Grand Prix) は、1968年のF1世界選手権第2戦として、1968年5月12日にハラマ・サーキットで開催された。
本レースは、前月にホッケンハイムリンクで開催されたF2レースの事故で亡くなった元チャンピオンのジム・クラークの死後の最初のレースであった。クラークは、前戦の開幕戦南アフリカグランプリで優勝して9点を獲得し、本レースの前にドライバーズチャンピオンシップをリードしていた。

## エントリー
前年の秋にF1世界選手権レース復帰の前哨戦としてハラマで行われた非選手権F1レースのスペイングランプリを制し、前戦南アフリカグランプリも制したジム・クラークだったが、本レースの1ヶ月前の4月7日にドイツのホッケンハイムリンクで行われたF2レース「ドイツトロフィー」で事故死した。
クラークの事故死に続き、本レースから5日前のインディ500での練習走行中にクラークの代走として参加したマイク・スペンスも事故死してしまい、クラークの死によって打ちのめされていたチーム・ロータスを率いるコーリン・チャップマンは1954年以来14年ぶりのF1カレンダー復帰となったスペイングランプリに来ないことを選んだ。ロータスはクラークの代走としてジャッキー・オリバーを起用したが間に合わず、グラハム・ヒル1台のみの参加となった。
また、ロータスはイギリスの伝統的なナショナルカラーであるブリティッシュグリーンではなく、1月中旬にスポンサー契約を結んだゴールドリーフの赤と金色のカラーリングで初めて登場し、マシンをスポンサーカラーに塗った最初のワークスチームとなった。F1草創期からマシンを彩り続けていたナショナルカラーの伝統が崩れ去ったと同時に、そのエースドライバーまでもが彼岸へと旅立った。
スコットランド出身でクラークの後輩にあたるジャッキー・スチュワートも4月末にハラマで行われたF2レースで右腕を骨折してしまい、本来マトラのワークスチーム（マトラ・スポール）のジャン＝ピエール・ベルトワーズがスチュワートの代走として、セミワークスのマトラ・インターナショナルで新車MS10を走らせる。フェラーリのアンドレア・デ・アダミッチも3月に行われたレース・オブ・チャンピオンズ（ブランズ・ハッチ）のクラッシュにより負傷し、以後はクリス・エイモンとジャッキー・イクスの2台体制で臨むことになる。
ヨーロッパラウンドが始まり、他チームも新車の投入やエンジンの変更が相次いだ。マクラーレンはフォード・コスワース・DFVエンジンを搭載した新車M7Aが投入され、ブルース・マクラーレンとデニス・ハルムのニュージーランドコンビによる2台体制が整った。前年のチャンピオンチームであるブラバムは、パワーアップされたレプコの新型DOHC4バルブV8エンジンを搭載したBT26を、クーパーは前年に登場したT86をマセラティV12エンジンからBRMのV12に換装したT86Bをそれぞれ投入した。BRMは前述の通りスペンスの事故死によりペドロ・ロドリゲス1台のみの参加となり、エンジンはH16を諦めV12に一本化され、新車P133が投入された。ホンダは前作RA300に引き続きローラと共同開発で、エンジンも含めて完全な新車としたRA301を投入し、中村良夫監督は密かにチャンピオン獲得を目論んだが、空冷エンジン搭載のRA302が並行開発され始めたためRA301の完成は遅れ、鈴鹿サーキットでのシェイクダウンテストのみで本レースに臨まなければならなかった。
プライベーターのロブ・ウォーカー/ジャック・ダーラッシャー・レーシングチームは本レースからロータス・49を走らせる。レグ・パーネル・レーシングはピアス・カレッジを前年のモナコグランプリ以来1年ぶりに起用し、BRM・P126を走らせる。

### エントリーリスト
| チーム                                                      | No. | ドライバー                     | コンストラクター | シャシー | エンジン                         | タイヤ |
| ----------------------------------------------------------- | --- | ------------------------------ | ---------------- | -------- | -------------------------------- | ------ |
| ブルース・マクラーレン・モーターレーシング                  | 1   | デニス・ハルム                 | マクラーレン     | M7A      | フォード・コスワース DFV 3.0L V8 | G      |
| ブルース・マクラーレン・モーターレーシング                  | 2   | ブルース・マクラーレン         | マクラーレン     | M7A      | フォード・コスワース DFV 3.0L V8 | G      |
| ブラバム・レーシング・オーガニゼーション                    | 3   | ジャック・ブラバム             | ブラバム         | BT26     | レプコ 860 3.0L V8               | G      |
| ブラバム・レーシング・オーガニゼーション                    | 4   | ヨッヘン・リント               | ブラバム         | BT24     | レプコ 740 3.0L V8               | G      |
| レグ・パーネル・レーシング                                  | 5   | ピアス・カレッジ               | BRM              | P126     | BRM P142 3.0L V12                | G      |
| マトラ・インターナショナル                                  | 6   | ジャン＝ピエール・ベルトワーズ | マトラ           | MS10     | フォード・コスワース DFV 3.0L V8 | D      |
| ホンダ・レーシング                                          | 7   | ジョン・サーティース           | ホンダ           | RA301    | ホンダ RA301E 3.0L V12           | F      |
| オーウェン・レーシング・オーガニゼーション                  | 8   | マイク・スペンス 1             | BRM              | P126     | BRM P142 3.0L V12                | G      |
| オーウェン・レーシング・オーガニゼーション                  | 9   | ペドロ・ロドリゲス             | BRM              | P133     | BRM P142 3.0L V12                | G      |
| ゴールドリーフ・チーム・ロータス                            | 10  | グラハム・ヒル                 | ロータス         | 49       | フォード・コスワース DFV 3.0L V8 | F      |
| ゴールドリーフ・チーム・ロータス                            | 11  | ジャッキー・オリバー 2         | ロータス         | 49       | フォード・コスワース DFV 3.0L V8 | F      |
| クーパー・カー・カンパニー                                  | 14  | ブライアン・レッドマン         | クーパー         | T86B     | BRM P142 3.0L V12                | F      |
| クーパー・カー・カンパニー                                  | 15  | ルドビコ・スカルフィオッティ   | クーパー         | T86B     | BRM P142 3.0L V12                | F      |
| ロブ・ウォーカー/ジャック・ダーラッシャー・レーシングチーム | 16  | ジョー・シフェール             | ロータス         | 49       | フォード・コスワース DFV 3.0L V8 | F      |
| ヨアキム・ボニエ・レーシングチーム                          | 17  | ヨアキム・ボニエ 3             | マクラーレン     | M5A      | BRM P142 3.0L V12                | G      |
| スクーデリア・フェラーリ SpA SEFAC                          | 19  | クリス・エイモン               | フェラーリ       | 312/67   | フェラーリ 242 3.0L V12          | F      |
| スクーデリア・フェラーリ SpA SEFAC                          | 21  | ジャッキー・イクス             | フェラーリ       | 312/68   | フェラーリ 242C 3.0L V12         | F      |
| バーナード・ホワイト・レーシング                            | 20  | デビッド・ホッブズ 4           | BRM              | P261     | BRM P142 3.0L V12                | G      |
| エスクーデリア・カルボ・ソテロ                              | 22  | ホルヘ・デ・バグラチオン 2     | ローラ           | T100     | フォード・コスワース FVA 1.6L L4 | D      |
| ソース:                                                     |     |                                |                  |          |                                  |        |

追記
- ピンク地はF2マシン
- ^1 - スペンスはインディ500の練習走行中に事故死
- ^2 - マシンが準備できず[14]
- ^3 - 他のレースに出場したため欠場[14]
- ^4 - ホッブズはスターティングマネーの支払いを巡って紛争となり撤退[14]

## 予選
クリス・エイモン（フェラーリ）が初のポールポジションを獲得し、ペドロ・ロドリゲス（BRM）とデニス・ハルム（マクラーレン）とともにフロントローを占めた。ブルース・マクラーレン（マクラーレン）とジャン＝ピエール・ベルトワーズ（マトラ）が2列目、グラハム・ヒル（ロータス）は6番手に沈み、テスト不足のまま投入せざるを得なかった新車RA301のブレーキフェードや燃費の問題で7番手に終わったジョン・サーティース（ホンダ）、ジャッキー・イクス（フェラーリ）とともに3列目から決勝をスタートする。

### 結果
| 順位    | No. | ドライバー                     | コンストラクター      | タイム | 差    | グリッド |
| ------- | --- | ------------------------------ | --------------------- | ------ | ----- | -------- |
| 1       | 19  | クリス・エイモン               | フェラーリ            | 1:27.9 | -     | 1        |
| 2       | 9   | ペドロ・ロドリゲス             | BRM                   | 1:28.1 | +0.2  | 2        |
| 3       | 1   | デニス・ハルム                 | マクラーレン-フォード | 1:28.3 | +0.4  | 3        |
| 4       | 2   | ブルース・マクラーレン         | マクラーレン-フォード | 1:28.3 | +0.4  | 4        |
| 5       | 6   | ジャン＝ピエール・ベルトワーズ | マトラ-フォード       | 1:28.3 | +0.4  | 5        |
| 6       | 10  | グラハム・ヒル                 | ロータス-フォード     | 1:28.4 | +0.5  | 6        |
| 7       | 7   | ジョン・サーティース           | ホンダ                | 1:28.8 | +0.9  | 7        |
| 8       | 21  | ジャッキー・イクス             | フェラーリ            | 1:29.6 | +1.7  | 8        |
| 9       | 4   | ヨッヘン・リント               | ブラバム-レプコ       | 1:29.7 | +1.8  | 9        |
| 10      | 16  | ジョー・シフェール             | ロータス-フォード     | 1:29.7 | +1.8  | 10       |
| 11      | 5   | ピアス・カレッジ               | BRM                   | 1:29.9 | +2.0  | 11       |
| 12      | 15  | ルドビコ・スカルフィオッティ   | クーパー-BRM          | 1:30.8 | +2.9  | 12       |
| 13      | 14  | ブライアン・レッドマン         | クーパー-BRM          | 1:31.0 | +3.1  | 13       |
| 14      | 3   | ジャック・ブラバム             | ブラバム-レプコ       | 1:44.2 | +16.3 | DNS      |
| ソース: |     |                                |                       |        |       |          |

## 決勝

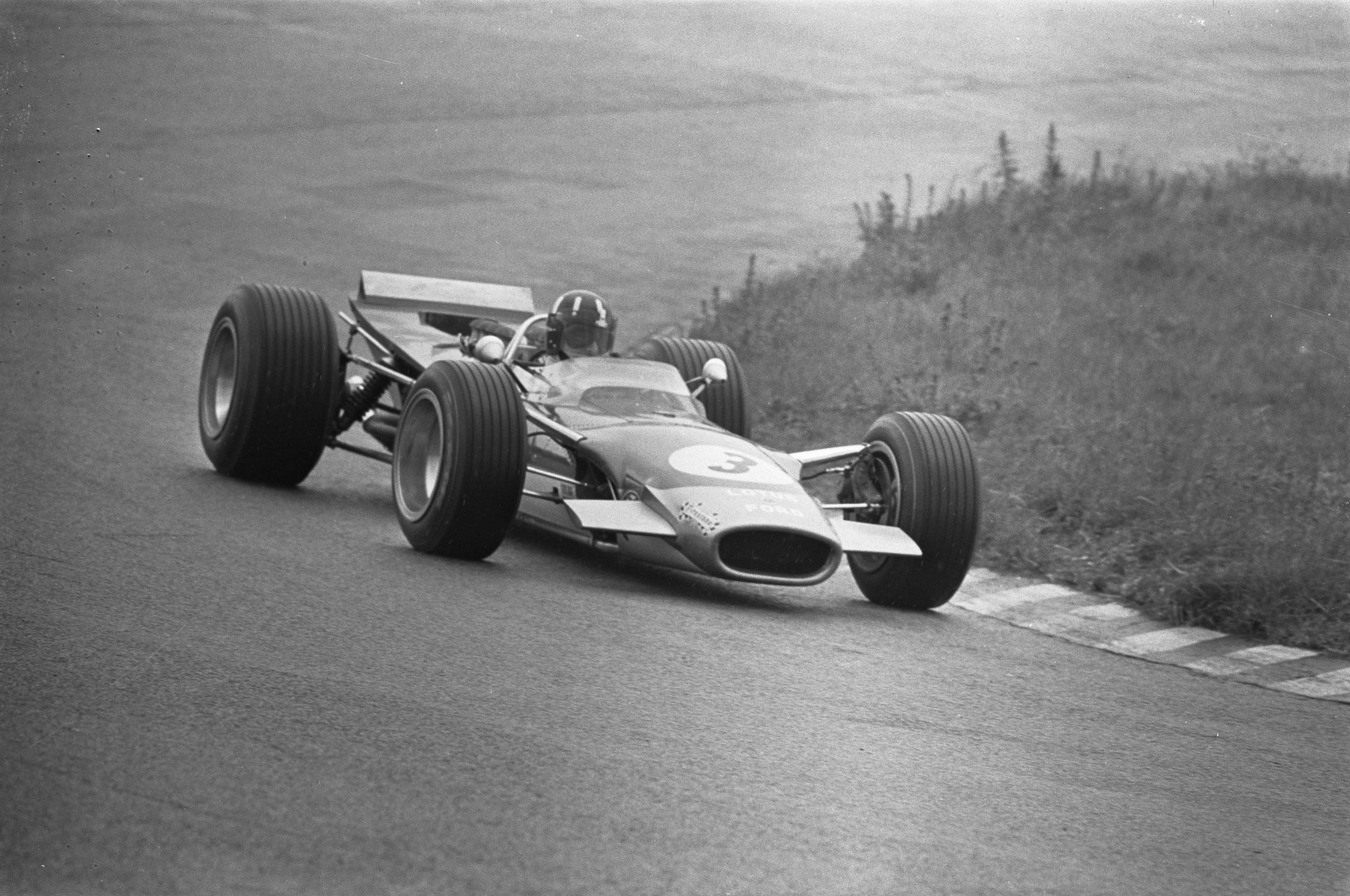
グラハム・ヒル（画像は同年のオランダGP）が2年半ぶりに優勝した。

ロータスの運命は酷暑となった日曜日のレース中に変わった。ペドロ・ロドリゲス（BRM）がリードし、ジャン＝ピエール・ベルトワーズ（マトラ）、クリス・エイモン（フェラーリ）、デニス・ハルム（マクラーレン）が続いた。ベルトワーズは12周目にリードを奪うが、エンジントラブルで4周遅れとなった。エイモンは首位の座を取り戻し、ロドリゲスは28周目にスピンを喫してクラッシュするまで2位につけた。彼はメカニックがマシンを回収するのを待っている間、観客が「ハゲワシのように車に降りて、ミラー、シート、防風板、およびノーズカウリングを剥ぎ取った」。これらのリタイアによってヒルは2位に浮上し、58周目に1マイル (1.6 km)前方のエイモンが燃料ポンプの故障でリタイアしたことで首位の座を得た。ヒルの後ろを走っていたハルムは2速を失ったため後退し、ヒルはペースを落としてフィニッシュした。ベルトワーズはマシントラブルから回復し、自身及びマトラにとって初めてのファステストラップを記録した。ジョン・サーティース（ホンダ）は74周目にギアボックスがトラブルを起こしてシフト不能となったため、リタイアに終わった。

### 結果
| 順位    | No. | ドライバー                     | コンストラクター      | 周回数 | タイム/リタイア原因 | グリッド | ポイント |
| ------- | --- | ------------------------------ | --------------------- | ------ | ------------------- | -------- | -------- |
| 1       | 10  | グラハム・ヒル                 | ロータス-フォード     | 90     | 2:15:20.1           | 6        | 9        |
| 2       | 1   | デニス・ハルム                 | マクラーレン-フォード | 90     | +15.9               | 3        | 6        |
| 3       | 14  | ブライアン・レッドマン         | クーパー-BRM          | 89     | +1 Lap              | 13       | 4        |
| 4       | 15  | ルドビコ・スカルフィオッティ   | クーパー-BRM          | 89     | +1 Lap              | 12       | 3        |
| 5       | 6   | ジャン＝ピエール・ベルトワーズ | マトラ-フォード       | 81     | +9 Laps             | 5        | 2        |
| Ret     | 2   | ブルース・マクラーレン         | マクラーレン-フォード | 77     | オイル漏れ          | 4        |          |
| Ret     | 7   | ジョン・サーティース           | ホンダ                | 74     | ギアボックス        | 7        |          |
| Ret     | 16  | ジョー・シフェール             | ロータス-フォード     | 62     | トランスミッション  | 10       |          |
| Ret     | 19  | クリス・エイモン               | フェラーリ            | 57     | 燃料ポンプ          | 1        |          |
| Ret     | 5   | ピアス・カレッジ               | BRM                   | 52     | 燃料ポンプ          | 11       |          |
| Ret     | 9   | ペドロ・ロドリゲス             | BRM                   | 27     | アクシデント        | 2        |          |
| Ret     | 21  | ジャッキー・イクス             | フェラーリ            | 13     | イグニッション      | 8        |          |
| Ret     | 4   | ヨッヘン・リント               | ブラバム-レプコ       | 10     | 油圧                | 9        |          |
| DNS     | 3   | ジャック・ブラバム             | ブラバム-レプコ       |        | エンジン            |          |          |
| ソース: |     |                                |                       |        |                     |          |          |

ファステストラップ
- ジャン＝ピエール・ベルトワーズ - 1:28.3（47周目）

ラップリーダー
- ペドロ・ロドリゲス - 11周 (Lap 1-11)
- ジャン＝ピエール・ベルトワーズ - 4周 (Lap 12-15)
- クリス・エイモン - 42周 (Lap 16-57)
- グラハム・ヒル - 33周 (Lap 58-90)

## 達成された記録
- エントリー
  - 50戦目 - フォード （エンジン）
  - 50戦目 - レプコ （エンジン）
- ファステストラップ
  - 初 - ジャン＝ピエール・ベルトワーズ （ドライバー）
  - 初 - マトラ・インターナショナル （エントラント）
  - 初 - マトラ （コンストラクター）
  - 初 - エルフ （燃料）
- ポールポジション
  - 初 - クリス・エイモン （ドライバー）

## 第2戦終了時点のランキング
|         | 順位 | ドライバー             | ポイント |
| ------- | ---- | ---------------------- | -------- |
| 1       | 1    | グラハム・ヒル         | 15       |
| 1       | 2    | ジム・クラーク         | 9        |
| 2       | 3    | デニス・ハルム         | 8        |
| 1       | 4    | ヨッヘン・リント       | 4        |
| 6       | 5    | ブライアン・レッドマン | 4        |
| ソース: |      |                        |          |

|         | 順位 | コンストラクター      | ポイント |
| ------- | ---- | --------------------- | -------- |
|         | 1    | ロータス-フォード     | 18       |
| 12      | 2    | マクラーレン-フォード | 6        |
| 1       | 3    | ブラバム-レプコ       | 4        |
| 5       | 4    | クーパー-BRM          | 4        |
| 2       | 5    | フェラーリ            | 3        |
| ソース: |      |                       |          |

- 注:  トップ5のみ表示。前半6戦のうちベスト5戦及び後半6戦のうちベスト5戦がカウントされる。